# Matrimonio a Parigi
Matrimonio a Parigi è un film comico del 2011 diretto da Claudio Risi, con Massimo Boldi, Enzo Salvi, Massimo Ceccherini, Biagio Izzo, Anna Maria Barbera, Loredana De Nardis e Paola Minaccioni, con anche la partecipazione amichevole di Rocco Siffredi. Il film, ambientato a Parigi, esce nelle sale cinematografiche il 21 ottobre 2011.

## Trama
Lorenzo, milanese Doc, vende i prodotti della sua fabbrica direttamente al pubblico sulla sua TeleLecco Sat. Sua moglie Elvira, romana al 100%, oltre a fargli da sguaiata valletta nelle televendite adora consigliare il maritino su come evadere il fisco in tutti i modi e Lorenzo obbedisce felice, convinto di essere diventato più furbo di un napoletano. Ma non tutti i napoletani sono come Lorenzo li immagina: per esempio, Gennaro è un inappuntabile ufficiale della Guardia di Finanza, tanto onesto da controllare perfino il negozio d'intimo gestito da quel vulcano della moglie Costanza. Lorenzo e Gennaro non sanno che i rispettivi figli sono amici: studiano entrambi all'Institut de Art et design di Parigi.
Quando partono per assistere alla consegna del diploma, Lorenzo e Gennaro si incontrano in treno. Appena l'industriale del Nord sente parlare partenopeo, convinto che ogni napoletano sia maestro nell'arte di arrangiarsi, gli confessa compiaciuto che sono anni che froda allegramente il fisco. Il finanziere sta al gioco e si fa raccontare tutto nei minimi particolari. Solo all'arrivo a Parigi l'ingenuo Lorenzo scopre che il suo amico napoletano è in realtà un ufficiale delle Fiamme Gialle e si dà disperatamente alla fuga. Ma è tutto inutile, perché i rispettivi figli hanno prenotato per i genitori la stessa suite, e così evasore e finanziere devono condividere la vacanza parigina insieme. A quel punto l'industriale del Nord comincia a fare di tutto per conquistare la simpatia del finanziere del Sud, sperando così di evitare la denuncia, ma invece peggiora notevolmente la situazione.
Oltre ai guai finanziari Lorenzo se la deve vedere anche con il socio toscano Leonardo, partito per Parigi al solo scopo di insidiargli la moglie Elvira. Il toscano innamorato è talmente intimidito dalla ruspante platinata che prima del fatidico incontro fa le prove con un manichino comprato in una boutique parigina. Leonardo a forza di far prove finisce per legarsi sentimentalmente al fantoccio. Ma ad insidiare la moglie di Lorenzo ci pensa anche uno stilista francese, François Leroy, che in un primo momento sembra puntare decisamente alla donna, ma quando le cose si mettono male ripiega sul basito Leonardo, corteggiandolo ripetutamente.
Lorenzo e Gennaro intanto, nei loro spostamenti per Parigi, si servono sempre di una coppia di tassisti Annibale e la moglie Anita. La coppia purtroppo ha un grande problema: non riesce ad avere un figlio. Tutti i viaggi in taxi quindi sono scanditi dai loro strampalati tentativi di fecondazione che culmineranno nella ricerca spasmodica di un donatore italiano. Ma Parigi è anche la città dell'amore e i figli di Lorenzo e Gennaro prendono tutte e due una cotta parigina: il figlio del finanziere, Diego, si invaghisce di un'affascinante quanto pericolosa ballerina di burlesque; il figlio di Lorenzo, Mirko, si va invece ad innamorare proprio dell'altra figlia del finanziere, Natalina, arrivata nella ville lumière insieme con i genitori.
È proprio questa inaspettata storia d'amore tra il figlio dell'industriale e la figlia del finanziere a mettere definitivamente nei guai Lorenzo. Ormai non può più fuggire dal fisco senza spezzare il cuore del ragazzo: deve scegliere tra i suoi adorati guadagni e la felicità di Mirko. Lorenzo non ha il minimo dubbio: i soldi. Ma un figlio è sempre un figlio, per cui inscena un matrimonio farsa con Elvira così, con la scusa del viaggio di nozze, ha la possibilità di recarsi in Svizzera per mettere al sicuro i soldi che tiene goffamente dentro la giacca: durante la cerimonia però egli scivola facendo esplodere la giacca ripiena, consentendo a tutti di appropriarsi di parte del bottino.